# Provanna exquisita
Provanna exquisita — вид прісноводних черевоногих молюсків з родини Provannidae. Описаний у 2022 році.

## Назва
Exquisita з латини перекладається як «допитлива» або «вишукана».

## Поширення
Вид поширений на гідротермальному джерелі Шампань на вершині підводного вулкана Північно-Західний Ейфуку в Маріанській дузі на заході Тихого океану.

## Опис
Порівняно великий представник роду, що досягає понад 13 мм у висоту раковини (перевищує 15 мм, якщо шпиль неушкоджений), завитки телеоконха з двома або трьома різко піднятими, фланцевими спіральними кілями, що перетинають слабкіші осьові ребра, утворюючи правильну гратчасту скульптуру.